# Laxenecera langi
Laxenecera langi là một loài ruồi trong họ Asilidae. Laxenecera langi được Curran miêu tả năm 1927. Loài này phân bố ở vùng nhiệt đới châu Phi.